# Rafael Chwoles
Rafael Chwoles lub Rafał Chwoles (ur. 25 kwietnia 1913 w Wilnie, zm. 31 marca 2002 w Paryżu) – polski malarz i grafik żydowskiego pochodzenia, członek wileńskiej grupy literacko-artystycznej „Jung Wilne”; od 1969 mieszkał we Francji. 

## Dwudziestolecie międzywojenne
Urodził się w Wilnie w dzielnicy żydowskiej, przy ul. Niemieckiej. Niedługo po I wojnie światowej jego rodzice przenieśli się do domu na przedmieściach miasta, odziedziczonego po dziadkach. Naukę rysunku i malarstwa pobierał prywatnie u wileńskich artystów: Mojżesza Lejbowskiego, Zygmunta Packiewicza, Mariana Kuleszy, Aleksandra Szturmana oraz na kursach malarstwa w Żydowskiej Szkole Rzemieślniczej Hilf durkch arbet (Pomoc przez pracę), założonej i prowadzonej przez inż. Abrahama Klebanowa.
W latach 30 był nauczycielem malarstwa w szkołach wileńskich. Piastował funkcję sekretarza Związku Żydowskich Artystów Plastyków. Był członkiem grupy literacko-artystycznej Jung Wilne. Debiutował na wystawie zbiorowej młodych malarzy w budynku byłego banku na ul. Szerokiej 36 w Wilnie, w listopadzie 1933, wystawiając razem z kolegami z Jung Wilne: Szejną Efron, Rachelą Suckewer i Bencijonem Michtomem. Jego talent od razu zyskał uznanie jurorów i Chwolesowi przyznano nagrodę za najlepszy portret.
W lutym 1935 zaprezentował swoje prace na Stałej Wystawie Sztuki w Wilnie, także w budynku byłego banku przy ul. Szerokiej 36 wraz z R. Suckewer i B. Michtomem. Wystawa prac członków Jung Wilne zaowocowała ożywioną dyskusją w lokalnej prasie na temat nikłego zainteresowania przedsięwzięciami plastyków wileńskich i przyczynami tego zjawiska. Także w tym samym roku w sierpniu, Chwoles zaprezentował swoje prace na wystawie żydowskiej sztuki plastycznej zorganizowanej w związku ze Światowym Zjazdem JIWO w Wilnie. Na wystawie swoje prace prezentowało trzynastu artystów z Wilna, poza Chwolesem byli to: R. Suckewer, L. Zameczek, B. Michtom, Sz. Efron, M. Gloger, J. Kagans, J. Różański, J. Czarnocki, M. Prezman, W. Wolf, H. Gurewicz i E. Lebed. Na wystawie obecny był między innymi Marc Chagall. Podczas gdy krytycznie odnoszono się do prac R. Suckewer i B. Michtoma to właśnie prace Efron i Chwolesa zyskały pochlebne recenzje, a jego płótno Sztil lebn (Martwa natura), przedstawiające ruiny więzienia, uznano nawet za najbardziej interesujące dzieło spośród wszystkich prac.
W kolejnych latach brał udział w wystawach zbiorowych w Genewie i Białymstoku. W kwietniu 1937 została otwarta wystawa młodych wileńskich artystów malarzy w Pasażu Bunimowicza przy ul. Zawalnej 21 w Wilnie. Spośród szesnastu młodych twórców prezentujących swoje prace, Jung Wilne reprezentowali: Rafael Chwoles, Szejna Efron, Bencijon Michtom i Lejb Zameczek. Na wystawie zobaczyć można było także prace Gienia Grosmana, Hadasa Gurewicza, Wolfa Witala, Józefa Sztucera, Lili Klebanowej, Józefa Kagansa i Bera Rabinowicza. W kwietniu 1938, miał w Wilnie, w Pasażu Buniewicza swoją pierwszą wystawę indywidualną, zorganizowaną przez Związek Żydowskich Artystów Plastyków w Wilnie].

## II wojna światowa
Pierwsze miesiące II wojny światowej po agresji III Rzeszy i ZSRR na Polskę, spędził w Wilnie i okolicach. W 1940 został dyrektorem Szkoły Sztuk Plastycznych w Wilejce. Po wybuchu wojny niemiecko-sowieckiej został ewakuowany w głąb ZSRR, gdzie przebywał w okolicy miasta Gorki (obecnie Niżnyj Nowgoród). Został wcielony do Armii Czerwonej, ale w związku z zakwalifikowaniem jako zapadnik (osoba pochodząca z zachodu), był zmuszony do pracy jako robotnik kolejowy. W Gorki poznał swoją przyszłą żonę, która była kierowniczką tamtejszego Domu Kultury. Żona Chwolesa, skupiła zespół artystów (tancerzy, śpiewaków, dekoratorów) i organizowała spektakle teatralne, w których występowali przede wszystkim emigranci z terenów okupowanych przez Niemców: Wilna, Warszawy, Lublina i Białegostoku. Chwoles wykonywał dekoracje do tych przedstawień.
W ramach pracy zarobkowej parał się także malowaniem z fotografii portretów żołnierzy poległych na wojnie na zlecenia ich rodzin.
Jak wynika z relacji synów artysty – Milego i Aleksandra - w 1941 Chwoles miał wystawę w Domu Kultury w Krasnych Bakach nad Wołgą – gdzie w ramach nagrody - „dostał pudełko z tubkami barw olejnych (słynny Lefranc). Ojciec długo jeszcze używał ostrożnie te barwy, takich ani w Rosji, ani nawet w Polsce długo nie było.” W następstwie wystawy oddelegowany został do Moskwy, gdzie pracował jako zwykły malarz pokojowy.
Po wkroczeniu do Wilna, sowietów w 1944, Chwoles powrócił tam w poszukiwaniu krewnych. Spośród najbliższej rodziny odnalazł dwie siostry, które uciekły z getta wileńskiego i w ukryciu przeżyły wojnę. Rodzice Chwolesa i trzy pozostałe siostry zostali zamordowani w Ponarach pod Wilnem, miejscu masowych egzekucji ludności Wilna. W wyniku tego doświadczenia powstał cykl prac prezentujący dzielnicę żydowską w stanie, w jakim ją odnalazł w 1945 r. Syn artysty tak to wspominał:

Dla ojca to był straszny cios, pierwszą jego myślą było utrwalić na zawsze w swoich rysunkach, obrazach to straszne Wileńskie Getto, w którym (na jakiejś ulicy, w jakimś domu, w jakimś momencie przed zagładą znajdowali się jego rodzice, siostry). Łaził po tych ruinach getta dniami, tygodniami i malował. W ten sposób powstał cykl Wileńskiego Getta. Ojciec był pierwszym i chyba jedynym, który utrwalił w swoich rysunkach i obrazach żydowską dzielnicę Wilna, a raczej to, co z niej zostało. Później i to, co zostało zlikwidowane po wojnie (na przykład stary Żydowski Cmentarz, Wielką Synagogę).

Jego kolega z Jung Wilne – poeta Abraham Suckewer pisał o tym tak:

Po wielkim kataklizmie narodu żydowskiego, gdy malarz zobaczył, co stało się na Ponarach, i pojął tragedię tych wydarzeń, w jego malarstwie nastąpiło trzęsienie ziemi. Kolory spełzły, a kontury form nasiąkły łzami. Utrwalił ruiny litewskiej Jerozolimy, podbarwiając czerwienią żarzących się jeszcze popiołów.

## Okres powojenny[1]
Mieszkając w Wilnie, Chwoles brał udział w odbudowie życia artystycznego miasta. W 1946 r., został członkiem związku litewskich artystów-malarzy, co umożliwiło mu zarabianie malowaniem na życie. W latach 1945–1958 brał udział w prezentowanych w Wilnie, Kownie i Moskwie wystawach malarstwa Litewskiej SRR oraz ogólnozwiązkowej ZSRR w Moskwie.
W tym czasie stworzył kolejny cykl obrazów, zatytułowany: Getto zniszczone - architektura starego Wilna. Malował też liczne pejzaże Wilna i okolic: uliczki, kościoły, dziedzińce z podwórkami, używając różnych środków wyrazu i stosując zupełnie inne techniki malarskie od tych, jakimi malowali prawie wszyscy litewscy malarze (w tym okresie pojawiły się w twórczości Chwolesa pierwsze monotypie i technika mieszana z użyciem farb olejnych).
Po repatriacji w 1959 r., osiadł wraz z siostrą, żoną i dwoma synami w Warszawie. Prowadził pracownię artystyczną przy ul. Targowej na warszawskiej Pradze. Angażował się w działalność mniejszości żydowskiej w Polsce, współpracował z Towarzystwem Społeczno-Kulturalnym Żydów w Polsce (TSKŻ), w którym, w 1964 został wybrany na przewodniczącego Komisji Kulturalnej.
W tym okresie stworzył cykl monotypii zatytułowany Motyw biblijny. Był ilustratorem książek i czasopism, a także projektantem afiszów teatralnych i filmowych. Współpracował z wydawnictwem Forlag Jidisz Buch, jako autor okładek - między innymi do książki Ruty Sakowskiej - Dos lid fun geto Ruty (1962).
W okresie pobytu w Polsce miał wiele wystaw indywidualnych. W 1959 r., zorganizowano w Warszawie pokaz jego prac z cyklu Motywy z Getta Wileńskiego (prace z lat 1947-1958). W 1960 roku ekspozycja złożona z jego malarskiego cyklu „Ojczyste strony”, monotypii oraz akwarel, prezentowana była w kilku miastach w kraju. W 1962 ukazał się album Rafał Chwoles 30 reprodukcji. Tematy żydowskie i Getto w Wilnie. W 1963 r., z okazji 30-lecia pracy twórczej Rafaela Chowlesa odbyły się wystawy indywidualne jego twórczości w Klubie TSKŻ na ul. Nowogrodzkiej w Warszawie i w Gallerie du Passeur w Paryżu. W 1966 r., wydawnictwo Ruch wydało karty pocztowe z jego obrazami kwiatów.
Uczestnik wystaw zbiorowych malarzy żydowskich i polskich w kraju i zagranicą, między innymi w Warszawie, Radomiu, Sztokholmie Tel Awiwie i Londynie.
W latach 1966–1967 oraz 1969 odbył podróż do Hiszpanii i Maroka, tworząc na zamówienie UNESCO cykl obrazów o tematyce dziecięcej, wydany następnie na kartach pocztowych.

## Emigracja[1]
Z Polski wyjechał wraz z rodziną w 1969 r., i osiadł w Paryżu. Włączył się tam w działalność środowisk żydowskich. Przyjaźnił się z polsko-żydowskim malarzem Adamem Muszką. Wiele podróżował, w tym regularnie do Izraela, Włoch, Szwajcarii, Anglii, dalej malując.
Na emigracji miał wiele wystaw indywidualnych, uczestniczył także w licznych wystawach zbiorowych w Europie, Stanach Zjednoczonych, Kanadzie i Izraelu.
W 1981 został odznaczony Medalem Académie Européenne des Beaux Arts, w 1983 w 50-lecie pracy twórczej, otrzymał Medal Miasta Paryża, w 1994 Izrael przyznał mu nagrodę im. Icyka Mangera (Prix Manger), a w 1995 nagrodę im. Szolema Alejchema.
Światowej sławy poeta Abraham Suckewer, jego młodzieńczy kolega z grupy Jung Wilne poświęcił mu jeden ze szkiców w tomie „Bajm lejnen penimer” (Czytając z twarzy) opublikowanym w Jerozolimie w 1993.
W 2006 odbyła się w Muzeum Uniwersyteckim w Toruniu wystawa Wilno i cały świat w malarstwie Rafaela Chwolesa (1913-2002).
W 2002 został wydany album jego twórczości (272 str. Tel-Aviv Wydawnictwo AMLEI ISBN 965-555-103-2)
W 2013 została wydana monografia autorstwa Laimy Lauckaite (272 str. Wilno Wydawnictwo Muzeum Żydowskie im. Gaona ISBN 978-9955-767-21-3)
W 2020 roku planowane było otwarcie Muzeum Rafaela Chwolesa w Wilnie.

## Wystawy[1]
- 1933 - Wilno – Wystawa Młodych Malarzy
- 1935 - Wilno – Międzynarodowa Wystawa Malarzy Żydowskich
- 1936 - Białystok – wystawa zbiorowa
- 1935 - Genewa – wystawa zbiorowa
- 1937 - Wilno – wystawa zbiorowa artystów żydowskich
- 1938 - Wilno – wystawa indywidualna
- 1939 - Warszawa – Salon Jesienny Żydowskiego Towarzystwa Krzewienia Sztuk Pięknych (ŻTKSP)
- 1940 Moskwa – wystawa zbiorowa
- 1945-1958 - Wilno, Kowno, Moskwa – wystawy malarstwa Litewskiej SRR oraz ogólnozwiązkowe ZSRR w Moskwie
- 1959 - Warszawa – wystawa indywidualna Motywy z Getta Wileńskiego – prace z lat
- 1960 - Radom – Ogólnopolska Wystawa Plastyki
- 1960 - Wrocław, Gliwice, Białystok, Łódź, Nowa Huta, Warszawa – wystawa retrospektywna zorganizowana przez Klub MPiK (prace z lat 1948-1959)
- 1961 - Warszawa – wystawa retrospektywna w Galerii „Kordegarda” zorganizowana pod patronatem Ministerstwa Kultury i Sztuki oraz Związku Artystów Polskich (prace z lat 1936-1961)
- 1961 - Warszawa – Polskie Dzieło Plastyczne w XV lecie PRL
- 1961 - Sztokholm – wystawa Getto Warszawskie
- 1963 - Warszawa – wystawa indywidualna 30 lat twórczości artystycznej w Klubie Towarzystwa Społeczno-Kurturalnego Żydów w Polsce (TSKŻ) na ul. Nowogrodzkiej.
- 1963 - Paryż – wystawa indywidualna w Gallerie du Passeur
- 1964 - Warszawa – wystawa indywidualna Paryż
- 1965 - Warszawa – wystawa indywidualna Monotypie
- 1965 - Tel Awiw – udział w wystawie Współcześni artyści polscy
- 1966 - Londyn – udział w wystawie Artyści współcześni w Ben Uri Gallery
- 1967 - Wrocław – wystawa retrospektywna
- 1969-2001 - Paryż – udział w licznych wystawach zbiorowych malarzy żydowskich
- 1972 - Paryż – wystawa retrospektywna
- 1976 - Paryż – wystawa indywidualna w Żydowskim Centrum Kultury
- 1977 - Genewa – wystawa retrospektywna
- 1979 - Paryż – udział w wystawach Kształt Sztuki Współczesnej
- 1980-1981 - Quebec
- 1982 - Nowy Jork
- 1983 - Dallas
- 1981 - Paryż – wystawa indywidualna w Rachi Center
- 1982 - Genewa – wystawa indywidualna
- 1984 - Tokio
- 1986 - Jerozolima – wystawa indywidualna Getto w Muzeum Instytutu Jad Waszem
- 1987 - Kibuc Beit Lochamei Ha-getatot, Izrael – wystawa indywidualna w Muzeum Bojowników Getta
- 2002 - Toruń – wystawa Mała Galeria Sztuki Emigracyjnej w Bibliotece Uniwersyteckiej
- 2004 - Wilno – wystawa retrospektywna Malarstwo Rafaela Chwolesa w Wileńskiej Galerii Obrazów i w Muzeum Żydowskim im. Gaona w Wilnie
- 2005 - Warszawa (Żydowski Instytut Historyczny), Kraków (Centrum Kultury Żydowskiej na Kazimierzu), Tykocin (Muzeum) – wystawa retrospektywna (wspólnie z Muzeum Uniwersyteckim w Toruniu)
- 2006 - Toruń – Muzeum Uniwersyteckie
- 2007 - Stargard
- 2009 - Wilno - wystawa w  Żydowskim Centrum Kulturalnym
- 2010 - Kraków
- 2011 - Oświęcim
- 2012 - Wilno - wystawa retrospekcyjna w Muzeum Żydowskim im. Gaona w Wilnie
- 2018 - Wilno - wystawa „Portrety” w Muzeum Żydowskim im. Gaona w Wilnie
- 2020 - Toruń - Muzeum Uniwersyteckie - wystawa „Portrety”